# Ambasada Armenii przy Stolicy Apostolskiej
Ambasada Armenii przy Stolicy Apostolskiej – misja dyplomatyczna Republiki Armenii przy Stolicy Apostolskiej. Ambasada mieści się w Rzymie.
Ambasador Armenii przy Stolicy Apostolskiej akredytowany jest również w Republice Portugalskiej oraz przy Zakonie Kawalerów Maltańskich.

## Historia

### Stolica Apostolska
Republika Armenii nawiązała stosunki dyplomatyczne ze Stolicą Apostolską 23 maja 1992. Ambasada Armenii przy Stolicy Apostolskiej powstała w marcu 2013 na wniosek prezydenta Armenii Serża Sarkisjana. 9 marca 2013 roku mianowany został pierwszy ambasador.

### Portugalia
Republika Armenii nawiązała stosunki dyplomatyczne z Portugalią 25 maja 1992 roku.

### Zakon Kawalerów Maltańskich
Republika Armenii nawiązała stosunki dyplomatyczne z Zakonem Kawalerów Maltańskich 29 maja 1998. Od 10 grudnia 2013 przy Zakonie Maltańskim akredytowany jest ambasador Armenii przy Stolicy Apostolskiej.

## Ambasadorowie
- Mikael Minasyan (od 2013)